# ひろがるスカイ!プリキュア 〜Hero Girls〜/ヒロガリズム
「ひろがるスカイ!プリキュア 〜Hero Girls〜/ヒロガリズム」（ひろがるスカイ!プリキュア ヒーローガールズ/ヒロガリズム）は、石井あみ/吉武千颯の楽曲。自身のシングルとして、マーベラスからマキシシングルで2023年3月22日に発売された。

## 背景・リリース
朝日放送テレビ（ABCテレビ）製作・テレビ朝日系列で放送のテレビアニメ『ひろがるスカイ!プリキュア』の主題歌を収録したスプリット・シングル。オープニングテーマの「ひろがるスカイ!プリキュア 〜Hero Girls〜」は石井あみが担当し、コーラスにはこれまでのシリーズ作品で主題歌歌手を務めた北川理恵とMachicoが参加した。前期エンディングテーマの「ヒロガリズム」は石井あみと前作『デリシャスパーティ♡プリキュア』からの継続となる吉武千颯が担当する。
前作品同様DVD付属盤と通常盤の2種類が発売されており、DVD付属盤にはオープニング・エンディングのノンテロップムービーが収録されている。いずれの盤にも初回特典として、スーパーアート6色印刷仕様のキャンバスブロマイドと後述のシングルリリース記念ライブの抽選申込券および玩具の「めざせ！あこがれのわたし♡ プリキュアミラーパッド!オールスター」で使用可能な専用二次元コード（夕凪ツバサからのおてがみ）が同梱される。また期間限定仕様のTVシリーズ全CD商品購入特典として「ひろがるスカイ！ボックス（くるみ三方背）」応募券が同梱される。
また、主題歌シングル発売記念のライブイベントとして2023年5月3日に東京都豊島区のharevutai（Hareza池袋内）で『ひろがるスカイ!プリキュア』主題歌シングル購入者限定 リリース記念ライブが昼夜2公演で開催された。
「ヒロガリズム」は、田淵智也が発起人となってアニメソングのクリエイターがアニメコンテンツ関連の良質な楽曲をキュレーションするプロジェクト「アニソン派！project」が主催した「アニソン派！楽曲アワード2023」において、ニューカマークリエイター賞を受章した。

## 収録曲
1. ひろがるスカイ!プリキュア 〜Hero Girls〜
歌：石井あみ
作詞：青木久美子、作曲・編曲：森いづみ
  - 朝日放送テレビ・テレビ朝日系列テレビアニメ『ひろがるスカイ!プリキュア』オープニングテーマ

1. ヒロガリズム
歌：石井あみ、吉武千颯
作詞：六ツ見純代、作曲・編曲：ハマダコウキ
  - 朝日放送テレビ・テレビ朝日系列テレビアニメ『ひろがるスカイ!プリキュア』前期エンディングテーマ

1. ひろがるスカイ!プリキュア 〜Hero Girls〜（オリジナル・メロディー入り・カラオケ／オリジナル・カラオケ）
CD+DVD盤はオリジナル・メロディー入り・カラオケ、通常盤はオリジナル・カラオケという仕様になっている。
2. ヒロガリズム（オリジナル・メロディー入り・カラオケ／オリジナル・カラオケ）
CD+DVD盤はオリジナル・メロディー入り・カラオケ、通常盤はオリジナル・カラオケという仕様になっている。
3. ひろがるスカイ!プリキュア 〜Hero Girls〜（TVサイズ）
4. ヒロガリズム（TVサイズ）

### DVD（CD+DVD盤のみ同梱）
1. オープニング「ひろがるスカイ!プリキュア 〜Hero Girls〜」ノンテロップ映像
2. エンディング「ヒロガリズム」ノンテロップ映像

## カバー・バージョン
2023年8月23日発売の後期エンディングテーマ「Dear Shine Sky」のカップリング曲として、プリキュア役を演じた関根明良（ソラ・ハレワタール/キュアスカイ役）、加隈亜衣（虹ヶ丘ましろ/キュアプリズム）役、村瀬歩（夕凪ツバサ/キュアウィング役）、七瀬彩夏（聖あげは/キュアバタフライ役）の4人による「ヒロガリズム〜Precure Quartet Ver.〜」が収録されている。また、2024年1月31日発売のボーカルベストアルバムには古賀葵（プリンセス・エル/キュアマジェスティ役）も加わった声優5人による「ヒロガリズム〜Precure Quintet Ver.〜」が収録されており、こちらのバージョンは最終回のエンディングテーマとして使用された。
このほか、テレビ朝日の公式YouTubeチャンネル「動画、はじめてみました」で配信されているアニメソング番組『オーイシマサヨシ×鈴木愛理のアニソン神曲カバーでしょdeショー!!』の2024年9月28日配信分において、中島愛（『ハピネスチャージプリキュア!』愛乃めぐみ/キュアラブリー役）による、「ヒロガリズム」のカバー歌唱が披露されている。